# Centro di massa

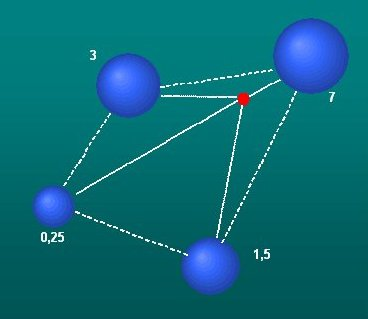
Centro di massa di un sistema di quattro sfere di massa diversa

Il centro di massa (o baricentro), in fisica e in particolare in meccanica classica, indica il punto geometrico corrispondente al valor medio della distribuzione nello spazio della massa di un sistema. 
Nel caso particolare di un corpo rigido, il centro di massa ha una posizione fissa rispetto al sistema. Il centro di massa, tuttavia, è definito per un qualunque sistema di corpi massivi, indipendentemente dalle forze, interne o esterne, che agiscono sui corpi; in generale, il baricentro può non coincidere con la posizione di alcuno dei punti materiali che costituiscono il sistema fisico. Nel caso di corpi rigidi formati da un solido con densità di massa uniforme, il centro di massa coincide con il baricentro geometrico del solido.
La prima equazione cardinale, un principio fondamentale della dinamica dei sistemi di punti materiali, afferma che il centro di massa di un sistema ha lo stesso moto di un singolo punto materiale in cui fosse concentrata tutta la massa del sistema, e su cui agisse la risultante delle sole forze esterne agenti sul sistema. Questa proprietà vale sotto l'unica ipotesi che per le forze interne, quelle cioè che rappresentano la mutua interazione fra i punti costituenti il sistema, valga il principio di azione e reazione.

## Storia
Il concetto di "centro di massa" nella forma di "centro di gravità" fu introdotto per la prima volta dal grande fisico greco antico, matematico e ingegnere Archimede di Siracusa. Egli lavorò con ipotesi semplificate sulla gravità che equivalgono a un campo uniforme, arrivando così alle proprietà matematiche di quello che è stato infine chiamato il centro di massa. Archimede mostra che la coppia esercitata su una leva dai pesi appoggiati in vari punti lungo la leva è la stessa di quella che sarebbe se tutti i pesi fossero spostati in un unico punto: il loro centro di massa. Nella sua opera sui corpi galleggianti, Archimede dimostra che l'orientamento di un oggetto galleggiante è quello che rende il suo centro di massa il più basso possibile. Sviluppò tecniche matematiche per trovare i centri di massa di oggetti di densità uniforme di varie forme ben definite.
Tra i successivi matematici che hanno sviluppato la teoria del centro di massa vi sono Pappo di Alessandria, Guido Ubaldi, Francesco Maurolico, Federico Commandino, Simone Stevino, Luca Valerio, Jean-Charles della Faille, Paolo Guldino, John Wallis, Louis Carré, Pierre Varignon e Alexis Clairault.

## Definizione
Si definisce centro di massa di un sistema discreto di {\displaystyle N} punti materiali il punto geometrico le cui coordinate, in un dato sistema di riferimento, sono date da:
{\displaystyle \mathbf {R} ={\frac {m_{1}\mathbf {r} _{1}+\cdots +m_{N}\mathbf {r} _{N}}{m_{1}+\dots +m_{N}}}={\frac {\displaystyle \sum _{i=1}^{N}m_{i}\mathbf {r} _{i}}{\displaystyle \sum _{i=1}^{N}m_{i}}}={\frac {S_{r}^{*}}{m}}}
dove {\displaystyle S_{r}^{*}} è il momento statico e {\displaystyle m} è la massa totale del sistema e le quantità {\displaystyle \mathbf {r} _{i}} sono i raggi vettori dei punti materiali rispetto al sistema di riferimento usato.
Nel caso di un sistema continuo le sommatorie sono sostituite da integrali estesi al dominio occupato dal sistema. Introducendo la funzione scalare "densità" {\displaystyle \rho (\mathbf {r} )}, tale che la massa della porzione di sistema contenuta in una qualsiasi regione misurabile {\displaystyle \Omega } dello spazio sia data da:
{\displaystyle m(\Omega )=\int _{\Omega }\rho (\mathbf {r} )\ \mathrm {d} V}
la posizione del centro di massa è data da:
{\displaystyle \mathbf {R} ={\frac {1}{m}}\int _{V}\mathbf {r} \rho (\mathbf {r} )\ \mathrm {d} V}
dove {\displaystyle V} è il volume totale occupato dal sistema considerato, il quale può anche essere l'intero spazio tridimensionale, e
{\displaystyle m=\int _{V}\rho (\mathbf {r} )\ \mathrm {d} V}
è la massa totale del sistema.
Se il sistema continuo è omogeneo allora {\displaystyle \rho (\mathbf {r} )={\text{costante}}}; in questo caso, il centro di massa può essere calcolato semplicemente tramite le relazioni:
{\displaystyle \mathbf {R} ={\frac {1}{V}}\int _{\tau }\mathbf {r} \ \mathrm {d} \tau '},
dove {\displaystyle V=\int _{\tau }\mathrm {d} \tau ^{'}} è il volume del solido {\displaystyle \tau } in questione.
Qualora l'oggetto di cui si voglia calcolare il baricentro sia bidimensionale o monodimensionale, gli integrali diventano, rispettivamente:
{\displaystyle {\begin{aligned}&\mathbf {R} ={\frac {1}{m}}\int _{\Sigma }\mathbf {r} \sigma (\mathbf {r} )\ \mathrm {d} \Sigma ^{'}\\[6pt]&\mathbf {R} ={\frac {1}{m}}\int _{\gamma }\mathbf {r} \lambda (\mathbf {r} )\ \mathrm {d} \ell \end{aligned}}}
dove {\displaystyle \sigma } e {\displaystyle \lambda } sono, rispettivamente, la densità superficiale della superficie {\displaystyle \Sigma } e la densità lineare della curva {\displaystyle \gamma }. Nel caso di oggetti omogenei, gli integrali si semplificano come nel caso tridimensionale, avendo la cura di porre al posto di {\displaystyle V}, rispettivamente, l'area {\displaystyle A} della superficie o la lunghezza {\displaystyle L} della curva.
Il centro di massa di un sistema di punti materiali in generale non coincide con la posizione di alcun punto materiale. Per un corpo rigido, il centro di massa è solidale al corpo, nel senso che la sua posizione è fissa in ogni sistema di riferimento solidale al corpo rigido, ma può essere esterno al corpo se quest'ultimo non è convesso.

## Conservazione della quantità di moto
Come caso particolare, quando sul sistema non agiscono forze esterne, cioè quando il sistema è isolato, ne consegue la legge di conservazione della quantità di moto totale: la quantità di moto totale di un sistema è infatti uguale al prodotto della massa totale del sistema per la velocità del centro di massa:
{\displaystyle \mathbf {p} =\sum _{i=1}^{N}m_{i}\mathbf {v} _{i}={\frac {\mathrm {d} }{\mathrm {d} t}}\sum _{i=1}^{N}m_{i}\mathbf {r} _{i}=m{\frac {\mathrm {d} \mathbf {R} }{\mathrm {d} t}}}
Nel continuo:
{\displaystyle \mathbf {p} =\int _{m}\ \mathrm {d} m\mathbf {v} =\int _{V}\rho \mathbf {v} \ \mathrm {d} V}

## Centro di massa e baricentro
Vogliamo calcolare il centro di massa di una semisfera di densità omogenea con base poggiata sul piano XY e di raggio R.
Per prima cosa scegliamo un sistema di riferimento che ci semplifichi i calcoli: ad esempio un sistema di riferimento cartesiano con origine nel centro del cerchio di base, o un sistema di riferimento con coordinate sferiche.
Qui sotto è illustrato il calcolo usando un sistema di riferimento cartesiano:
Sfruttando le simmetrie del corpo possiamo anticipare che l'integrale che fornisce la coordinata {\displaystyle x_{CM}} sarà zero, poiché
{\displaystyle \int _{-R}^{R}r(x)\ \mathrm {d} x=0}
Analogamente per la coordinata {\displaystyle y_{CM}}
{\displaystyle \int _{-R}^{R}r(y)\ \mathrm {d} y=0}
Il calcolo si riduce quindi a:
{\displaystyle {\frac {1}{m}}\int \rho z\ \mathrm {d} V={\frac {\rho }{m}}\int z\ \mathrm {d} V}
Il volume V al variare di z è dato da
{\displaystyle V(z)=\int {\pi }\left({R^{2}}-{z^{2}}\right)\ \mathrm {d} z={\pi }{R^{2}}z-{\pi }{\frac {z^{3}}{3}}}
Sostituendo {\displaystyle \mathrm {d} V={\frac {\mathrm {d} V}{\mathrm {d} z}}\mathrm {d} z} nell'integrale otteniamo la coordinata in z del centro di massa:
{\displaystyle z_{CM}={\frac {\rho }{m}}\int z\ \mathrm {d} V=}
{\displaystyle ={\frac {\rho }{\rho {\frac {2}{3}}\pi R^{3}}}\int _{0}^{R}z\pi \left(R^{2}-z^{2}\right)\ \mathrm {d} z={\frac {3R}{8}}}.
Il termine "baricentro" significa "centro della forza peso", intesa come forza costante nello spazio. La definizione di baricentro dipende solo dalla distribuzione spaziale delle masse dei punti materiali del sistema, e per questa ragione coincide con quella di "centro di massa". Entro questa approssimazione (forza peso costante), il moto del baricentro è equivalente al moto di caduta, sotto l'azione della forza peso, di un punto materiale in cui fosse concentrata la massa totale del corpo. Se si considera un corpo rigido vincolato in un punto diverso dal baricentro, esso si comporta come un pendolo, la cui lunghezza equivalente, tuttavia, non coincide con la distanza fra baricentro e centro di sospensione, ma dipende dal momento d'inerzia del corpo. Se invece il corpo rigido è vincolato nel suo baricentro, il momento totale della forza peso risulta nullo.
La definizione del baricentro si può considerare un caso particolare della definizione di centro di un sistema di forze parallele. Quest'ultima però non fornisce una definizione più generale di "baricentro", distinta da quella di "centro di massa": nel linguaggio scientifico i termini "centro di massa" e "baricentro" sono usati come sinonimi a tutti gli effetti, mantenendo al termine "baricentro" il significato originale di "centro del peso". Infatti, non è possibile definire un "centro delle forze agenti su un sistema di punti materiali" quando queste forze non sono parallele, come nel caso di un campo gravitazionale generico. Quando si considera un campo gravitazionale non uniforme, d'altra parte, l'accelerazione del centro di massa non coincide con quella che avrebbe un punto materiale (con massa uguale alla massa totale del sistema) posto nel centro di massa, poiché in generale la risultante delle forze agenti sui punti materiali del sistema non coincide con il valore del campo di forze in quel punto.

## Moto dei corpi
In molti casi di interesse fisico, il moto di un sistema di punti si può scomporre nel moto del centro di massa e nel moto dei punti relativo al centro di massa. Ad esempio, nel caso di sistemi isolati la conservazione della quantità di moto implica l'esistenza di un sistema di riferimento inerziale in cui il centro di massa resta in quiete. Nel classico problema dei due corpi, in cui due punti materiali interagiscono reciprocamente, in assenza di forze esterne, si dimostra che il moto di ciascuno dei due punti è equivalente a quello di un punto immerso in un campo di forze centrali, con origine nel centro di massa del sistema. Una definizione alternativa di centro di massa può essere desunta dal secondo teorema di König, che esprime la relazione tra l'energia cinetica misurata in un sistema inerziale S e un sistema con origine nel c.d.m.:
{\displaystyle K_{S}=K_{CM}+{\frac {1}{2}}mv_{CM}^{2}}
Da ciò discende che, in generale, {\displaystyle K_{S}\geq K_{\text{CM}}}, ovvero che l'energia cinetica del sistema, misurata in un sistema solidale con il c.d.m., è minima.
Quando il sistema di punti costituisce un corpo rigido, l'energia cinetica del sistema si può rappresentare come somma dell'energia cinetica traslazionale, uguale alla metà della massa totale del sistema per il quadrato della velocità del centro di massa, più l'energia cinetica dovuta alla rotazione del corpo intorno al suo centro di massa, che si calcola conoscendo la velocità angolare e il tensore d'inerzia del corpo.
Nel caso di problemi di urto fra particelle, descrivere il moto nel sistema di riferimento del centro di massa può semplificare considerevolmente i calcoli.
Nel contesto della meccanica relativistica, invece, la nozione di centro di massa perde di significato fisico perché non è invariante rispetto a cambiamenti di riferimento inerziale. Infatti il centro di massa in un dato istante è definito, come si è visto, come media pesata delle posizioni di tutti i punti nel medesimo istante; ma una trasformazione di Lorentz cambia lo spazio degli eventi simultanei, e per due osservatori inerziali il centro di massa del sistema sarà in generale diverso. È invece possibile definire un sistema di riferimento in cui l'impulso totale del sistema è nullo, e per un sistema non soggetto a forze esterne questo è ciò che corrisponde alla nozione non-relativistica di "sistema di riferimento del centro di massa" sopra citata.